# Asplenium canariense
Asplenium canariense är en svartbräkenväxtart som beskrevs av Carl Ludwig Willdenow. Asplenium canariense ingår i släktet Asplenium och familjen Aspleniaceae. Inga underarter finns listade.